# Dor torácica
A dor torácica é uma dor ou desconforto no tórax, geralmente na parte da frente deste. Pode ser descrita como aguda, maçante, pressão, peso ou aperto. Os sintomas associados podem incluir dor no ombro, braço, abdome superior ou mandíbula, juntamente com náusea, sudorese ou falta de ar. Ela pode ser ou não relacionada ao coração. A dor devido ao fluxo sanguíneo insuficiente para o coração também é chamada de angina pectoris. Aqueles com diabetes ou os idosos podem ter sintomas menos claros.
Causas graves e relativamente comuns incluem síndrome coronariana aguda, como ataque cardíaco (31%), embolia pulmonar (2%), pneumotórax, pericardite (4%), dissecção da aorta (1%) e ruptura esofágica. Outras causas comuns incluem doença de refluxo gastroesofágico (30%), dor muscular ou esquelética (28%), pneumonia (2%), zoster (0,5%), pleurite, transtornos traumáticos e de ansiedade. A determinação da causa da dor torácica é baseada no histórico médico de uma pessoa, um exame físico e outros exames médicos. Cerca de 3% dos ataques cardíacos, no entanto, são inicialmente perdidos. A dor torácica pode ser um sintoma da síndrome de ativação de mastócitos.
O manejo da dor torácica é baseado na causa subjacente. O tratamento inicial geralmente inclui os medicamentos aspirina e nitroglicerina. A resposta ao tratamento geralmente não indica se a dor está relacionada ao coração. Quando a causa não é clara, a pessoa pode ser encaminhada para avaliação adicional.
A dor torácica representa cerca de 5% dos problemas apresentados ao pronto-socorro. Nos Estados Unidos, cerca de oito milhões de pessoas vão ao pronto-socorro com dor no tórax por ano. Destes, cerca de 60% são internados no hospital ou em uma unidade de observação. O custo das visitas de emergência por dor torácica nos Estados Unidos é superior a oito bilhões por ano. A dor torácica é responsável por cerca de 0,5% das visitas de crianças ao pronto-socorro.

## Sinais e sintomas
A dor torácica pode se apresentar de diferentes maneiras, dependendo do diagnóstico subjacente. A dor no peito também pode variar de pessoa para pessoa com base na idade, sexo, peso e outras diferenças. A dor no peito pode se apresentar como uma sensação de pontada, queimação, dor, pontada ou semelhante à pressão no peito. A dor torácica também pode irradiar ou se mover para várias outras áreas do corpo. Isso pode incluir pescoço, braços esquerdo ou direito, coluna cervical, costas e abdome superior. Outros sintomas associados à dor no peito podem incluir náusea, vômito, tontura, falta de ar, ansiedade, e sudorese. O tipo, a gravidade, a duração e os sintomas associados da dor torácica podem ajudar a orientar o diagnóstico e o tratamento adicional.

## Epidemiologia
A dor no peito é um problema comum de apresentação. A dor torácica geral é responsável por cerca de 6% de todas as visitas ao departamento de emergência nos Estados Unidos e é o motivo mais comum de internação hospitalar. A dor torácica também é muito comum em clínicas de atenção primária, representando 1-3% de todas as consultas. A taxa de visitas ao departamento de emergência nos EUA por dor torácica diminuiu 10% de 1999 a 2008, mas um aumento subsequente de 13% foi observado de 2006 a 2011. Menos de 20% de todos os casos das admissões por dor torácica são devidas à doença arterial coronariana. A taxa de dor torácica como sintoma de síndrome coronariana aguda varia entre as populações com base na idade, sexo e condições médicas anteriores. Em geral, as mulheres são mais propensas do que os homens a apresentarem dor torácica (49% vs. 38%) em casos de infarto do miocárdio.